# Daltunguás (ås i Island, lat 66,23, long -16,33)
Daltunguás är en ås i republiken Island. Den ligger i regionen Norðurland eystra, 300 km nordost om huvudstaden Reykjavík.